# Mümling
Mümling er en 49,7 kilometer lang flod, der har givet navn til Mümlingtal i Odenwald. På den bayerske del kaldes den også Mömling (også på nogle kort og andre dokumenter). 

## Navn
Navnet Mümling er formentlig af keltisk oprindelse. Romerne kaldte floden Nemaninga, sikkert efter den spejderenhed  Numerus Brittonum et exploratorum Nemaningensium, der formodentlig var stationeret i Obernburg. I det 9. århundrede er også navnet Mimininga nævnt.

## Flodens løb
Mümlings kilde ligger i Beerfelden i den hessiske del af Odenwald. Kilden er anlagt som et bybrøndanlæg med 12 rørbrønde. Mümlings kildeområde ved Beerfelden ligger i den sydligste del af Hessen og hører til Mains afvandingsområde. Herfra løber Mümling mod nord i en bred dal gennem Hinteren Odenwald. Mümlingtal er det centrale område i landkreisen Odenwaldkreis. Her kommer på række, fra syd mod nord, de største byer og kommuner i Odenwaldkreis: den tidligere residens- og  nutidige administrationsby (kreisstadt) Erbach, Michelstadt, Bad König og Höchst im Odenwald. Efter Höchst drejer Mümling mod nordøst, tager en bue mod syd og øst omkring Burg Breuberg, for til sidst de 8,364 kilometer på bayersk grund at løbe stik øst til Main ved Obernburg. 
Mümlings kilde, nævnt ovenfor, er ikke den, hvis vand har den længste vej til udløbet i Main. Fra kilderne til Mossaubachs ved Morsberg i området ved  Reichelsheim er der via Marbach 59,7 kilometer til Main, hvilket er 10 kilometer mere end fra Mümlingkilden.

## Trafik
Mümlingtal er en vigtig trafikåre for nord-syd-trafikken i Hinteren Odenwald. Mellem Frau-Nauses-Tunnel ved  Höchst og Krähbergtunnel ved Hetzbach går Odenwaldbahn. Ligeledes over Frau Nauses forbinder Bundesstraße 45 Mümlingtal med Rhein-Main-Området og over Beerfelden og den mod syd gående Gammelsbachtal til Neckar. 

## Byer og kommuner langs  Mümling
- Beerfelden
- Erbach
- Michelstadt
- Zell im Odenwald
- Bad König
- Mümling-Grumbach
- Höchst im Odenwald
- Breuberg
- Mömlingen
- Eisenbach
- Obernburg

## Tilløb
- Gretengraben (højre)
- Himbachel (højre)
- Marbach (venstre)
- Bach aus dem Hasengrund (højre)
- Günterfürsterbach (venstre)
- Lauerbach (venstre)
- Krebsbach (højre)
- Roßbächl (venstre)
- Bach aus dem Kemmelsgrund (venstre)
- Erdbach (højre)
- Rehbach (venstre)
- Kellersgraben (højre)
- Bach von Götterhain (venstre)
- Waldbach (højre)
- Brombach (venstre)
- Kimbach (højre)
- Fürstengrunder Bach (højre)
- Kinzig (venstre)
- Beinegraben (højre)
- Forsteler Bach (venstre)
- Oberhöchster Bach (venstre)
- Hetschbach (venstre)
- Breitenbach (højre)
- Amorbach (venstre)
- Lautergraben (venstre)
- Raibach (højre)